# 渡部完
渡辺 完（わたなべ かん、1958年（昭和33年）8月14日 - ）は、日本の政治家。兵庫県宝塚市長（1期）、兵庫県議会議員（3期）を歴任した。県議時代は都市計画に関する役職や自由民主党兵庫県連広報委員長を歴任した。

## 来歴

### 宝塚市長以前
- 1958年（昭和33年）8月14日、兵庫県宝塚市に生まれる。
- 1971年（昭和46年）3月、宝塚市立宝塚第一小学校卒業。
- 1974年（昭和49年）3月、関西学院中学部卒業。
- 1977年（昭和52年）3月、関西学院高等部卒業。
- 1981年（昭和56年）3月、関西学院大学社会学部卒業。
- 1981年（昭和56年）3月、新総合政策研究会事務局長に就任（1985年3月まで）。
- 1987年（昭和62年）4月、兵庫県議会議員選挙に出馬するが、落選。その後貿易会社に勤務する。
- 1991年（平成3年）4月、兵庫県議会議員選挙に初当選。
- 1995年（平成7年）4月、兵庫県議会議員選挙に当選（2期目）。
- 1999年（平成11年）4月、兵庫県議会議員選挙に当選（3期目）。

### 宝塚市長当選～逮捕
- 2003年（平成15年）4月27日、宝塚市長選挙に自由民主党の推薦を受け無所属で出馬し、当選。
- 2006年（平成18年）2月7日、パチンコ店出店の便宜をはかり、見返りとして高級自動車を受け取った収賄の疑いで神戸地検特別刑事部に逮捕された[3]。
- 2006年（平成18年）3月6日、市長を辞職。
- 2006年（平成18年）12月15日、神戸地方裁判所は渡部に対して懲役3年執行猶予5年、神戸地検に保管中の車1台を没収、216万8867円を追徴する判決を言い渡した[4]。
- 2013年（平成25年）4月14日、宝塚市長選挙に無所属で出馬し、落選[5]。

## 著書
- 『悪夢 いま語りたい真実』（2008年、風塵社、ISBN 9784776300373）